# Bodenselbstverteidigungsstreitkräfte
Die Bodenselbstverteidigungsstreitkräfte (japanisch 陸上自衛隊 Rikujō Jieitai, englisch Japan Ground Self-Defense Force, abgekürzt JGSDF) sind das De-facto-Heer Japans. Sie verfügen derzeit über knapp 150.500 Soldaten und sind damit zahlenmäßig die größte Teilstreitkraft der Selbstverteidigungsstreitkräfte.

## Geschichte
Am 15. August 1945 akzeptierte Japan die Potsdamer Erklärung, die unter anderem die vollständige Entwaffnung der japanischen Armee vorsah. Infolgedessen wurden die Kaiserlich Japanische Armee und die Kaiserlich Japanische Marine aufgelöst. Mit dem Beginn der Besatzungszeit in Japan übernahmen die Besatzungstruppen die Zuständigkeit für die Außenverteidigung Japans.
Der Friedensvertrag von San Francisco trat am 28. April 1952 in Kraft und machte Japan wieder zu einem unabhängigen Land. Noch im selben Jahr nahm der Nationale Sicherheitsrat seine Arbeit auf. Er überwachte zunächst die Reservekräfte der Polizei, die Küstenwache und die Minensucheinheiten.
Im Jahre 1954 wurde durch das neu geschaffene Amt für Verteidigung der Nationale Sicherheitsrat umgestaltet und die Selbstverteidigungskräfte mit den Einheiten Bodenselbstverteidigungskräfte, Luftselbstverteidigungsstreitkräfte und Meeresselbstverteidigungsstreitkräfte gebildet. Das Wort Armee wurde bewusst vermieden, da es Japan nach Artikel 9 seiner Verfassung verboten ist, eine Armee aufzustellen. Der Leiter des Amtes für Verteidigung hatte keinen Ministerrang.
Den ersten Auslandseinsatz hatten die Bodenselbstverteidigungsstreitkräfte 2004 an der amerikanisch geführten Besetzung des Irak, wo sie an Wiederaufbaumaßnahmen beteiligt waren.
Beginnend ab 2005 wurde das Amt für Verteidigung umorganisiert und erst im Januar 2007 in den Rang eines Ministeriums erhoben.

## Auftrag
Aufgrund der Bestimmungen der japanischen Verfassung, die nur in der juristischen Interpretation militärische Aktionen vorsieht, ist das Heer, wie auch Marine und Luftstreitkräfte des Landes, sehr defensiv ausgerichtet. Seine Hauptaufgabe sieht das Heer daher vor allem in der Abwehr feindlicher Landeoperationen. Obwohl die Topographie den Verteidiger begünstigt, stellt es sich als schwierig dar, die gesamte Küstenlinie sowie alle vier Hauptinseln des Landes gleichzeitig zu verteidigen. Daher sieht die japanische Militärdoktrin explizit Unterstützung seitens der Streitkräfte der Vereinigten Staaten vor.
Im Rahmen der am 29. Oktober 2005 zwischen der japanischen und der US-amerikanischen Regierung vereinbarten Umstrukturierungen der Streitkräfte in Japan soll sich das Kommando der Bodenselbstverteidigungskräfte verstärkt mit der Abwehr von Terrorismus, Guerilla-Angriffen und anderen Krisenfällen befassen. Als Ergebnis davon wurden am 28. März 2007 die Zentralen Bereitschaftskräfte (Central Readiness Force) in Dienst gestellt, die geeignete Spezialverbände für Sondereinsätze im In- und Ausland umfassen.

## Truppenstärke
Ähnlich wie in Deutschland sah die japanische Politik schnell die Notwendigkeit eines stehenden Heeres. Um den Spielraum, den die gängige Verfassungsinterpretation hinsichtlich der Selbstverteidigung bot, nicht auszuhöhlen, wurde die Truppenstärke limitiert und die Verteidigungspolitik mit der der USA koordiniert. Ursprünglich waren die JGSDF 75.000 Mann stark, 1952 waren es 110.000. Zwei Jahre später hatte das Heer noch einmal 20.000 Mann mehr. Bis zum Ende des Kalten Krieges erreichte die politische Limitierung 180.000 Mann. Diese schöpfte die Verteidigungsbehörde, die erst 2007 zum Ministerium wurde, jedoch nie aus, da für so viele Soldaten nicht ausreichend Ausrüstung vorhanden war. Seit dem Ende des Kalten Krieges hat sich die Mannstärke der Bodenselbstverteidigungsstreitkräfte bei knapp 150.000 eingependelt, sodass eine Modernisierung eingeleitet werden konnte.

## Organisation

### Oberkommando
- Das Bodenkomponentenkommando (陸上総隊 Rikujō-sōtai) hat seinen Sitz in Asaka, Präfektur Saitama. Es wurde am 27. März 2018 von den Zentralen Bereitschaftskräften neu organisiert. In Kriegszeiten würde es das Kommando über zwei bis fünf Armeen übernehmen. Der Kommandant ist ein Generalleutnant mit Erfahrung als Armeekommandant. Direkt dem Bodenkomponentenkommando unterstellt sind:[3]　
  -  1. Luftlandebrigade (第1空挺団)
  -  Amphibische Schnelleinsatzbrigade (水陸機動団)
  -  Spezialeinsatzgruppe (特殊作戦群)
  -  Schnelle Eingreifgruppe (特殊作戦群)
  - 1. Helikopterbrigade (第1ヘリコプター団)
  -  JGSDF C5-Kommando (システム通信団)
  -  Kommando des militärischen Geheimdienstes (中央情報隊)
  -  Zentrale Einheit zur Abwehr nuklearbiologischerchemischer Waffen (中央特殊武器防護隊)
  -  Ausbildungseinheit für internationale Einsätze (国際活動教育隊)

### Taktische Organisation
Die JGSDF bestehen aus einer Panzerdivision und acht Infanteriedivisionen sowie aus sechs Infanteriebrigaden, einer Luftlandebrigade, fünf gemischten Brigaden, einer Artilleriebrigade und zwei Flugabwehrbrigaden. Hinzu kommt eine Hubschrauberbrigade aus 24 Staffeln und zwei Schwärmen, die mit Panzerabwehrhubschraubern ausgestattet sind. Der Brigadekommandeur ist ein Generalmajor, und der Divisionskommandeur und der Armeekommandant sind Generalleutnant.

### Territoriale Organisation

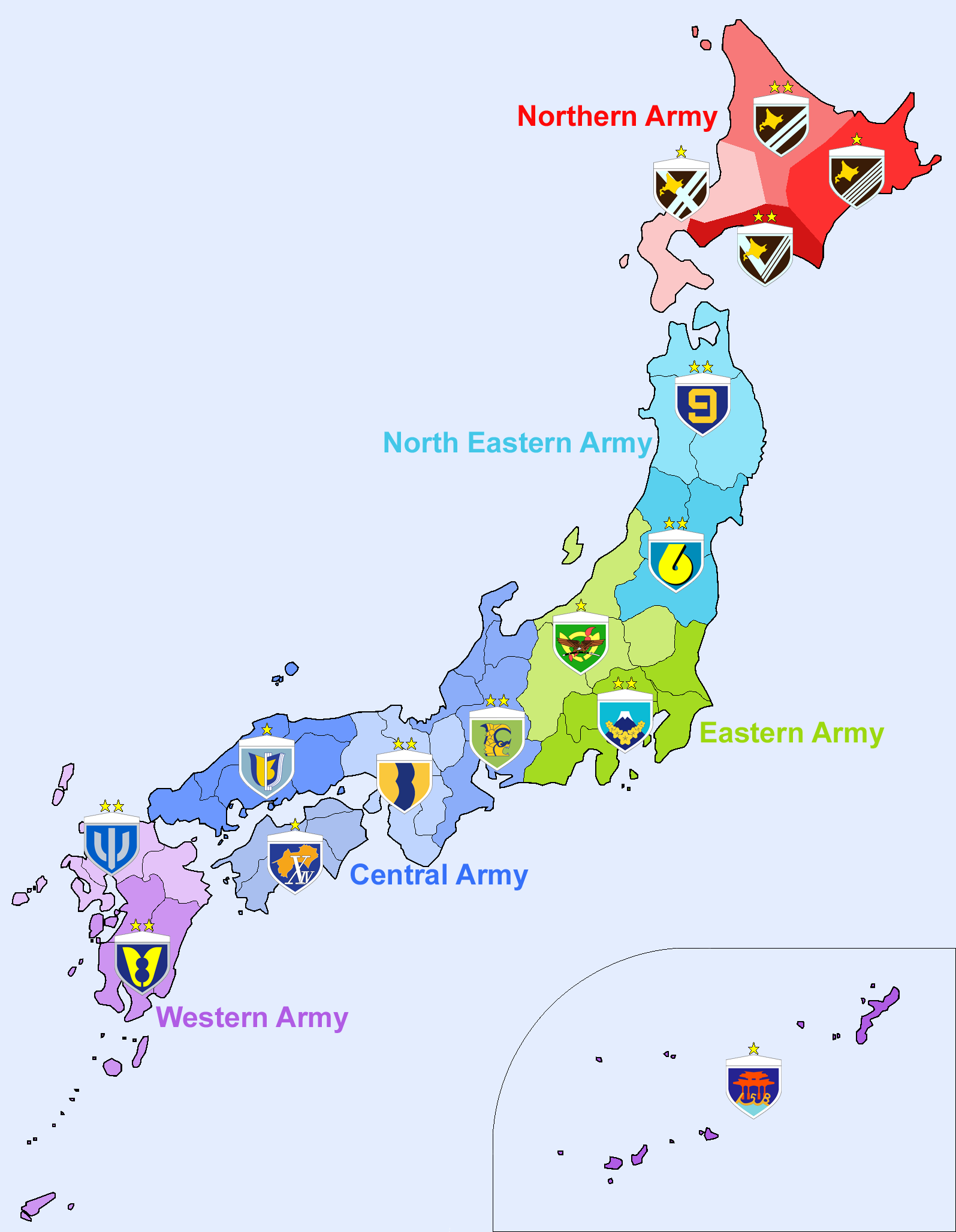
Großverbände der JGSDF

Das japanische Heer ist darüber hinaus territorial aufgeteilt, um einen flächendeckenden Schutz bieten zu können. Insgesamt bestehen fünf Großverbände:
- Nordarmee (北部方面隊); (Hauptquartier in Chūō-ku, Sapporo in der Präfektur Hokkaidō) für die Region Hokkaidō. Sie verfügt als einzige Territorialgruppe über drei Divisionen, da Japan hier lange Zeit eine Invasion der Sowjetarmee fürchtete:
  -  2. Division (第2師団); Asahikawa, Unterpräfektur Kamikawa
  -  7. Panzerdivision (第7師団); Chitose, Unterpräfektur Ishikari
  -  5. Brigade (第5旅団); Obihiro, Unterpräfektur Tokachi
  -  11. Brigade (第11旅団); Sapporo, Unterpräfektur Ishikari
  - 1. Artilleriebrigade (第1特科団); Chitose, Unterpräfektur Ishikari
  - 1. Fliegerabwehr-Artilleriebrigade (第1高射特科団); Chitose, Unterpräfektur Ishikari
  - 3. Pionierbrigade (第3施設団); Eniwa, Unterpräfektur Ishikari
  - diverse Unterstützungseinheiten
- Nordostarmee (東北方面隊); (Hauptquartier in Miyagino-ku, Sendai, Präfektur Miyagi) für die Region Tōhoku:
  -  6. Division (第6師団); Higashine, Präfektur Yamagata
  -  9. Division (第9師団); Aomori, Präfektur Aomori
  - 2. Pionierbrigade (第2施設団); Ōgawara, Präfektur Miyagi
  - diverse Unterstützungseinheiten
- Ostarmee (東部方面隊); (Hauptquartier in Nerima, Präfektur Tokio) für die Region Groß-Kantō (Kantō und Kōshinetsu):
  -  1. Division (第1師団); Nerima, Präfektur Tokio
  -  12. Luftbewegliche Infanterie-Brigade (第12旅団); Shintō, Präfektur Gunma
  - 1. Pionierbrigade (第1施設団); Koga, Präfektur Ibaraki
  - diverse Unterstützungseinheiten

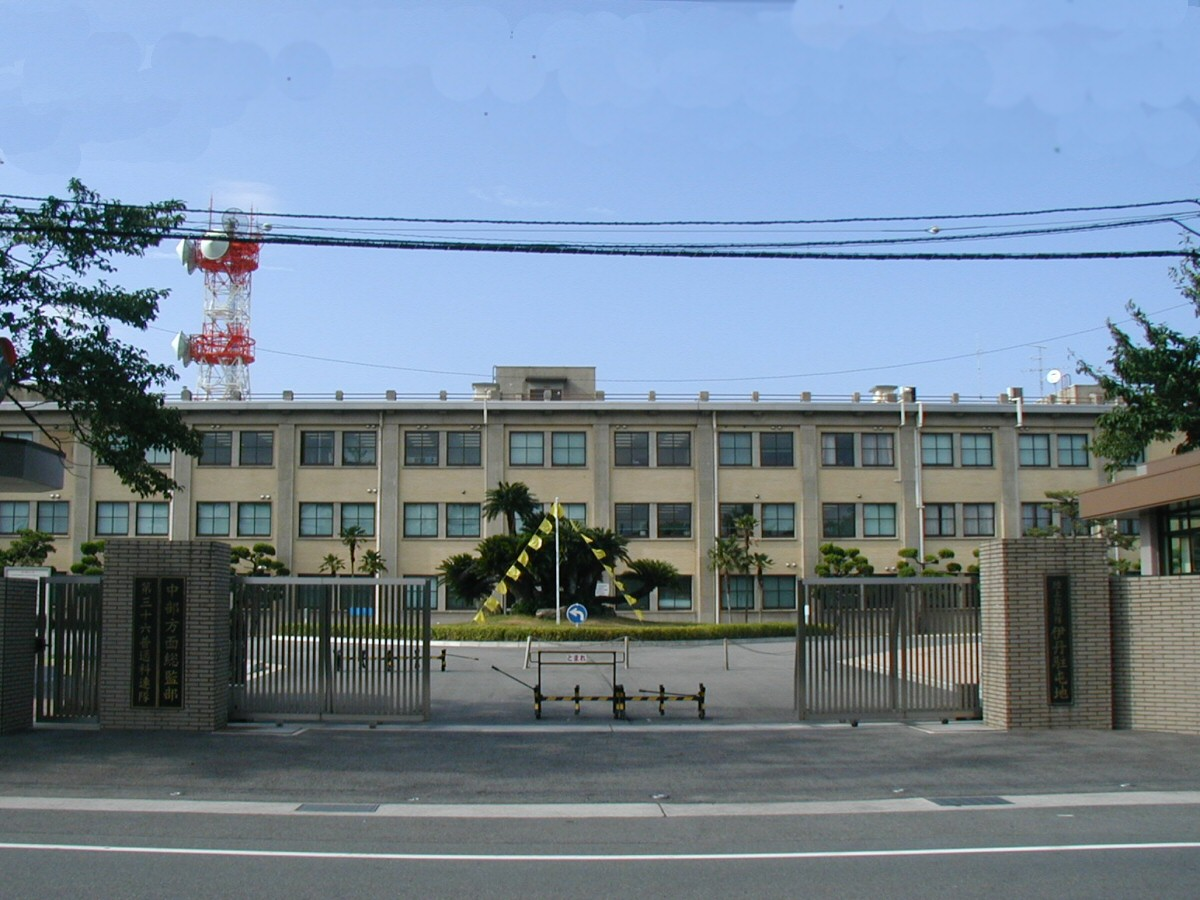
Hauptquartier in Itami

- Hauptquartier in Itami  Mittelarmee (中部方面隊); (Hauptquartier in Itami, Präfektur Hyōgo) für die Regionen Kinki, Tōkai, Hokuriku, Chūgoku und Shikoku:
  -  3. Division (第3師団); Itami, Präfektur Hyōgo
  -  10. Division (第10師団); Nagoya, Präfektur Aichi
  -  13. Brigade (第13旅団); Aki-gun, Präfektur Hiroshima
  -  14. Brigade (第14旅団); Zentsūji, Präfektur Kagawa
  - 4. Pionierbrigade (第4施設団); Uji, Präfektur Kyōto
  - diverse Unterstützungseinheiten
- Westarmee (西部方面隊); (Hauptquartier in Kumamoto, Präfektur Kumamoto) für die Regionen Kyūshū und Okinawa:
  -  4. Division (第4師団); Kasuga, Präfektur Fukuoka
  -  8. Division (第8師団); Kumamoto, Präfektur Kumamoto
  -  15. Brigade (第15旅団); Naha, Präfektur Okinawa
  - 2. Fliegerabwehr-Artilleriebrigade (第2高射特科団); Iizuka, Präfektur Fukuoka
  - 5. Pionierbrigade (第5施設団); Ogōri, Präfektur Fukuoka
  - diverse Unterstützungseinheiten

Sondereinheiten und Unterstützungseinheiten mit zentraler Funktion für alle Territorialgroßverbände unterstehen direkt dem Verteidigungsminister:
- Militärpolizei
- zentrales Finanzkommando
- zentrales Transportkommando
- zentrales Dienstunterstützungskommando
- zentraler Wetterdienst
- zentraler Finanzprüfdienst
- Musikeinheit
- Nachrichtenabwehreinheit

## Ausrüstung
Die Bodenselbstverteidigungskräfte verfügen über folgende Ausrüstung:

### Fahrzeuge

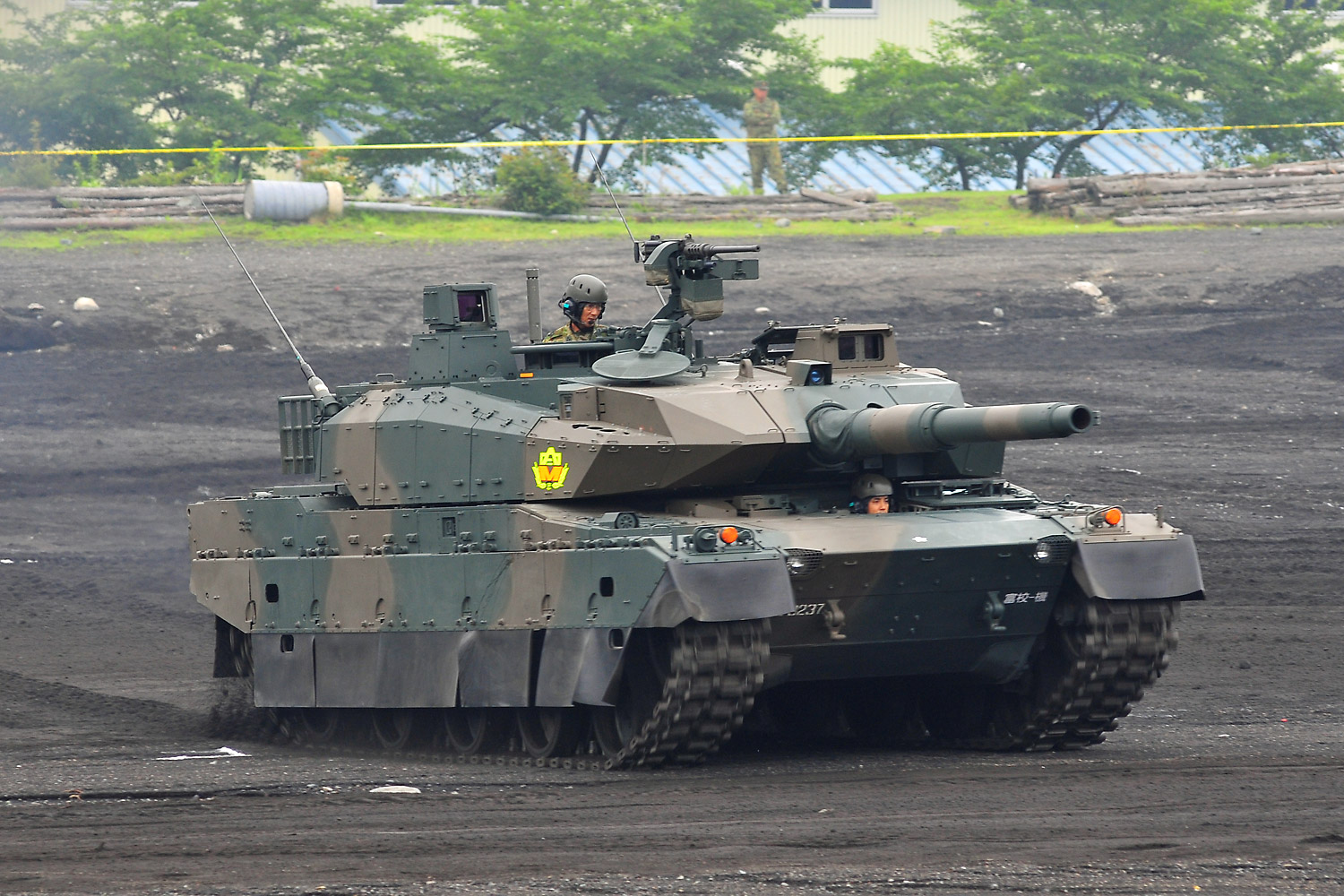
Typ-10-Kampfpanzer

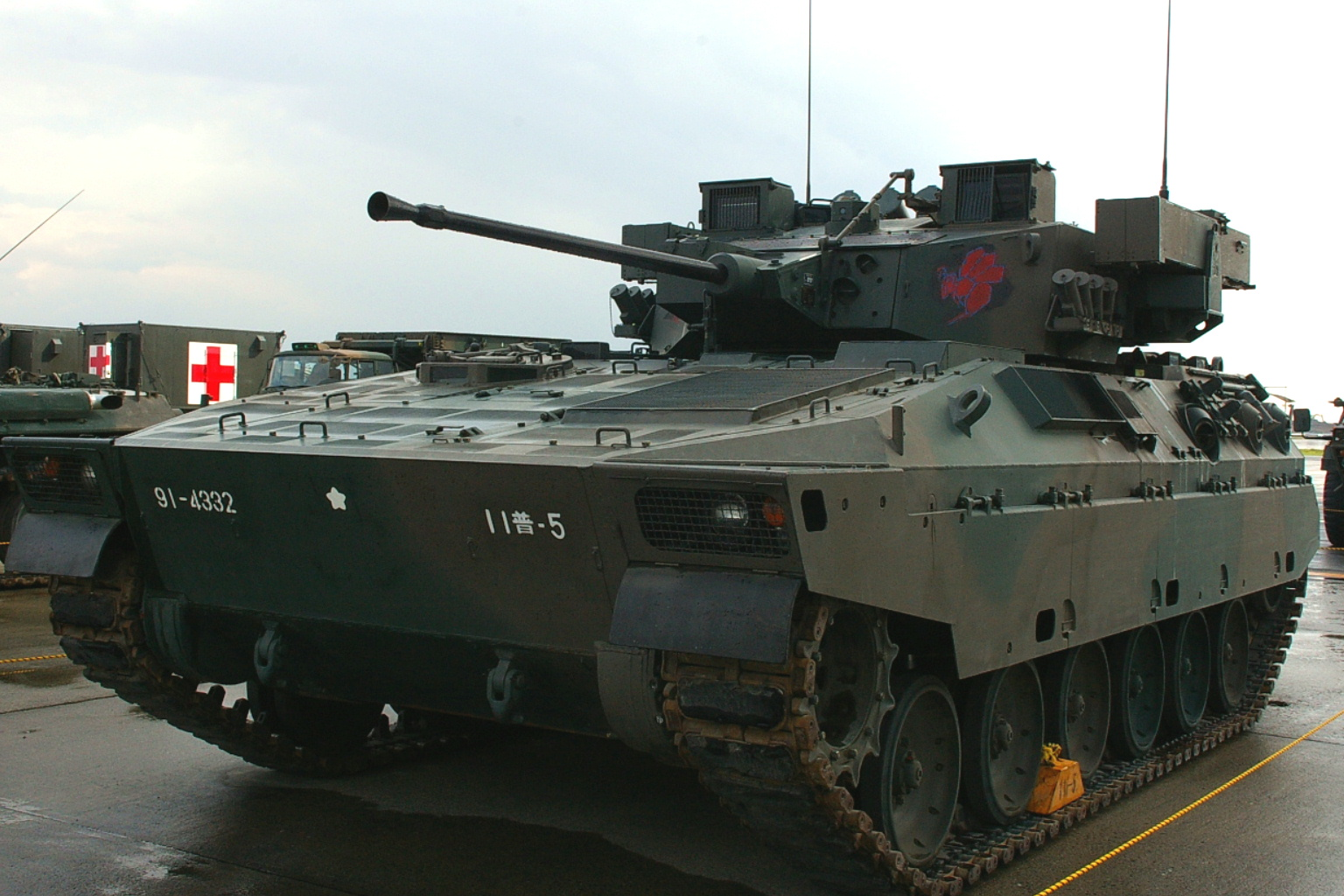
Typ 89

| Typ                        | Herkunft           | Funktion                                | Version         | Anzahl  | Anmerkungen                                               |
| -------------------------- | ------------------ | --------------------------------------- | --------------- | ------- | --------------------------------------------------------- |
| Typ 10                     | Japan              | KampfpanzerBergepanzer                  | Typ 10Typ 11    | 1065    |                                                           |
| Typ 74                     | Japan              | KampfpanzerBergepanzer                  | Typ 74Typ 78    | 8520    |                                                           |
| Typ 90                     | Japan              | KampfpanzerBergepanzerBrückenlegepanzer | Typ 90ARVTyp 91 | 2583022 |                                                           |
| Typ 16                     | Japan              | Radpanzer                               |                 | 156     |                                                           |
| Typ 87                     | Japan              | Spähpanzer                              |                 | 110     |                                                           |
| Typ 89                     | Japan              | Schützenpanzer                          |                 | 68      |                                                           |
| Typ 73                     | Japan              | Mannschaftstransporter                  |                 | 226     |                                                           |
| Typ 96                     | Japan              | Mannschaftstransporter                  |                 | 381     |                                                           |
| Typ 82                     | Japan              | KommandofahrzeugABC-Spürpanzer          |                 | 18734   | Ähnlich wie der Typ 87, teilweise mit denselben Bauteilen |
| AAV7                       | Vereinigte Staaten | Schwimmpanzer                           |                 | 52      |                                                           |
| Bushmaster                 | Australien         | Geschütztes Fahrzeug                    |                 | 8       |                                                           |
| Komatsu LAV                | Japan              | Militärfahrzeug                         |                 |         |                                                           |
| NBC Reconnaissance Vehicle | Japan              | ABC-Spürpanzer                          |                 | 21      |                                                           |

### Artillerie

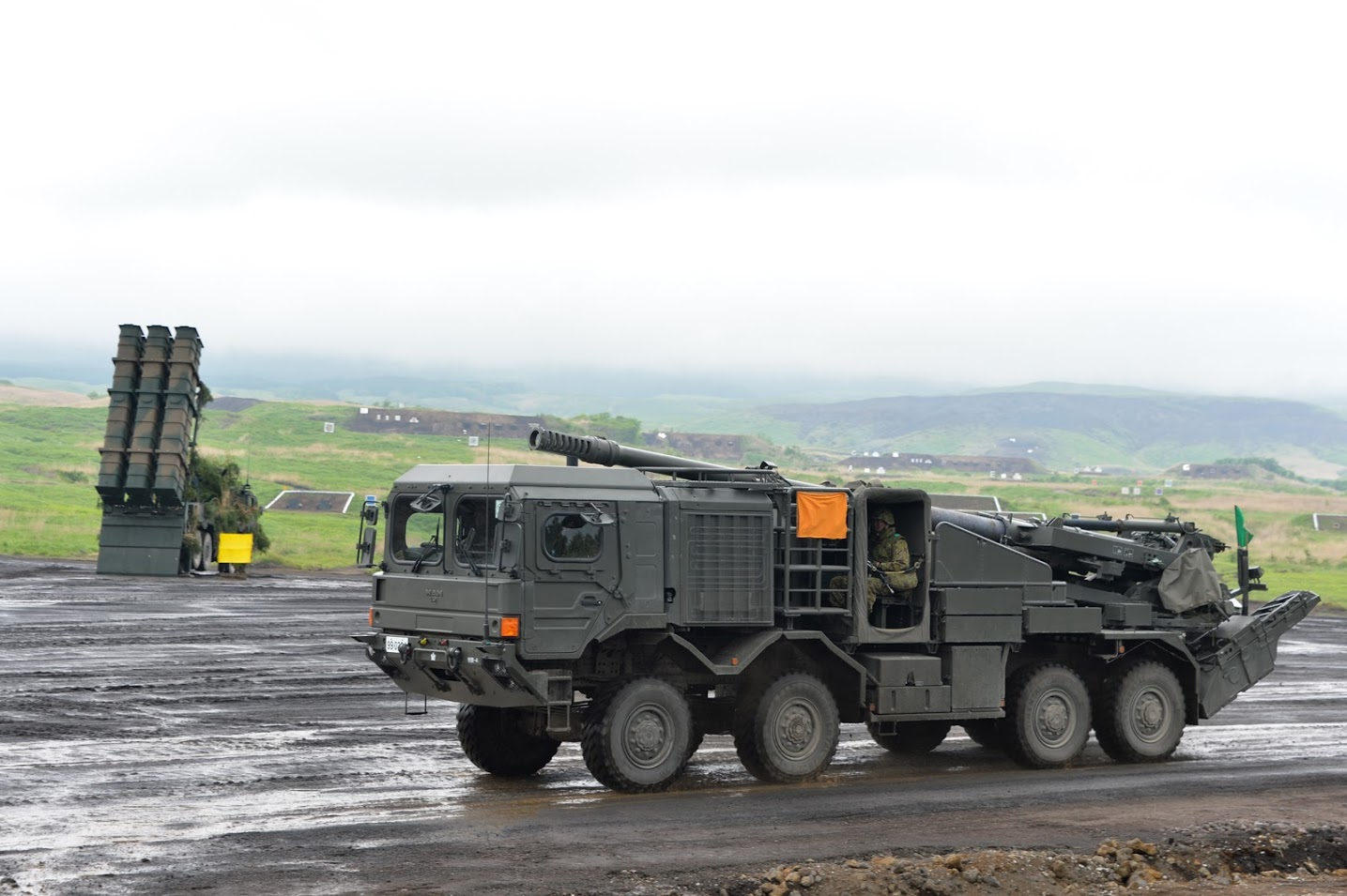
Typ 19 Radhaubitze

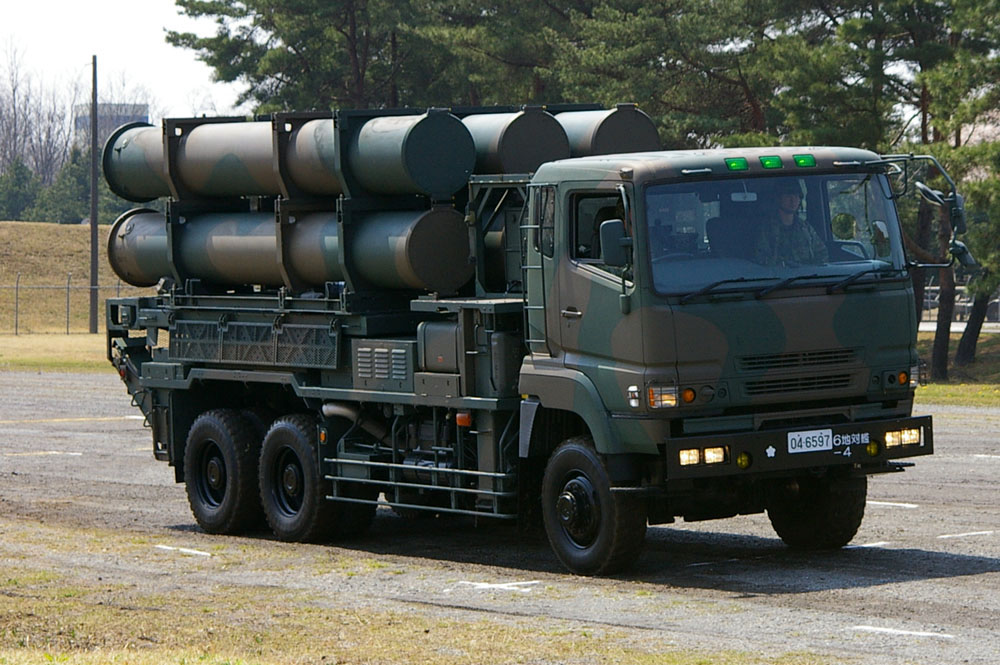
Typ 88 Seezielflugkörper auf einem LKW mit Starteinrichtung

| Typ                          | Herkunft               | Funktion                 | Version | Anzahl | Anmerkungen            |
| ---------------------------- | ---------------------- | ------------------------ | ------- | ------ | ---------------------- |
| Typ 19                       | Japan                  | 155-mm-Selbstfahrlafette |         | 7      |                        |
| Typ 99                       | Japan                  | 155-mm-Panzerhaubitze    |         | 136    |                        |
| M110                         | Vereinigte Staaten     | 203-mm-Panzerhaubitze    | A2      | 9      |                        |
| Typ 75                       | Japan                  | 155-mm-Feldhaubitze      |         | 220    | Lizenzbau              |
| MLRS                         | Vereinigte Staaten     | Mehrfachraketenwerfer    |         | 39     |                        |
| L16                          | Vereinigtes Königreich | 81-mm-Mörser             |         | 656    |                        |
| Thomson-Brandt 120-mm-Mörser | Frankreich             | 120-mm-Mörser            |         | 493    |                        |
| Typ 96                       | Japan                  | 120-mm-Panzermörser      |         | 24     |                        |
| Typ 12                       | Japan                  | Seezielflugkörper        |         | 32     | Vom Land aus gesteuert |
| Typ 88                       | Japan                  | Seezielflugkörper        |         | 62     | Vom Land aus gesteuert |

### Panzer- und Flugabwehrwaffen

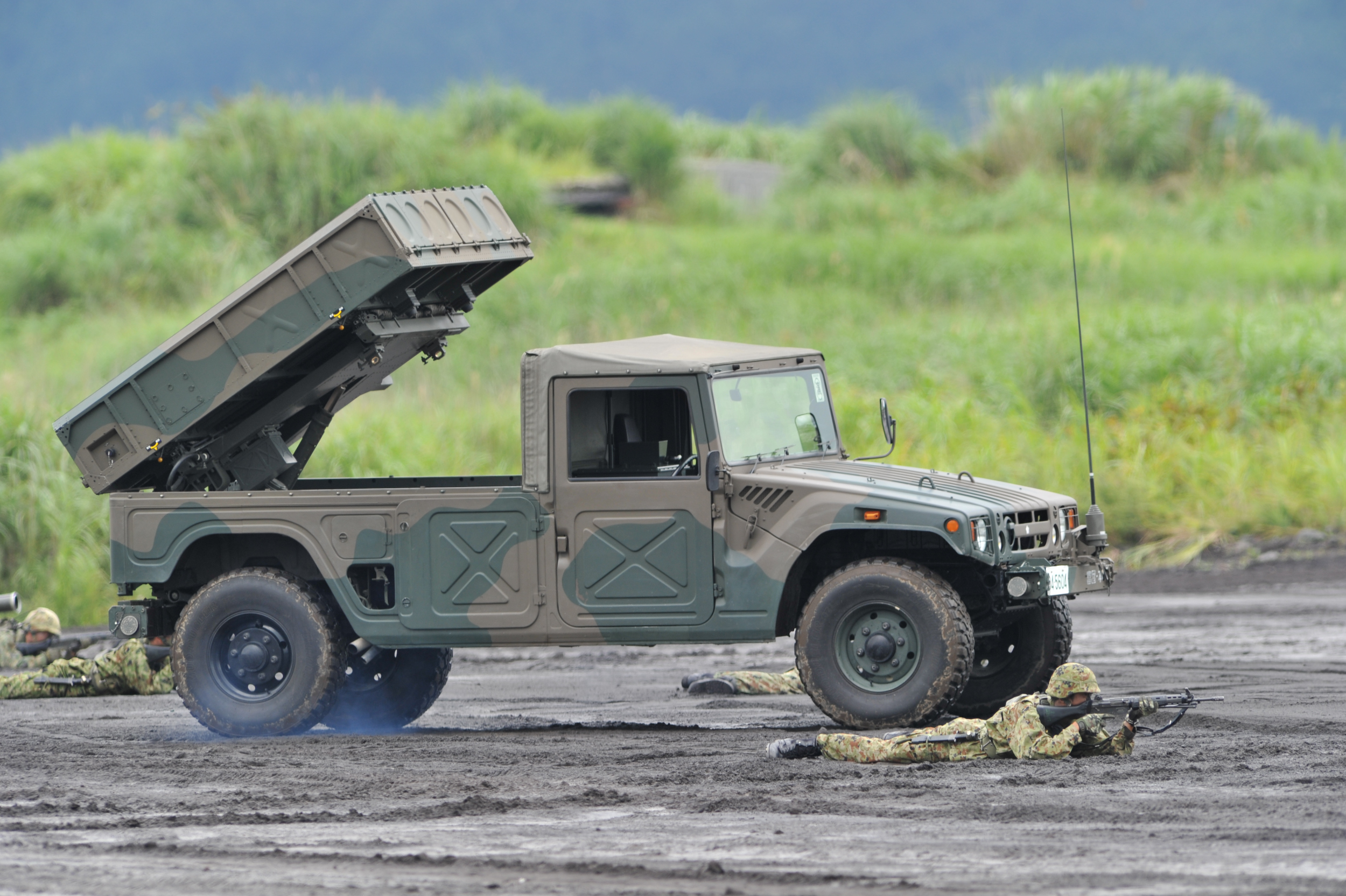
Typ 96 MPMS bei einer Übung

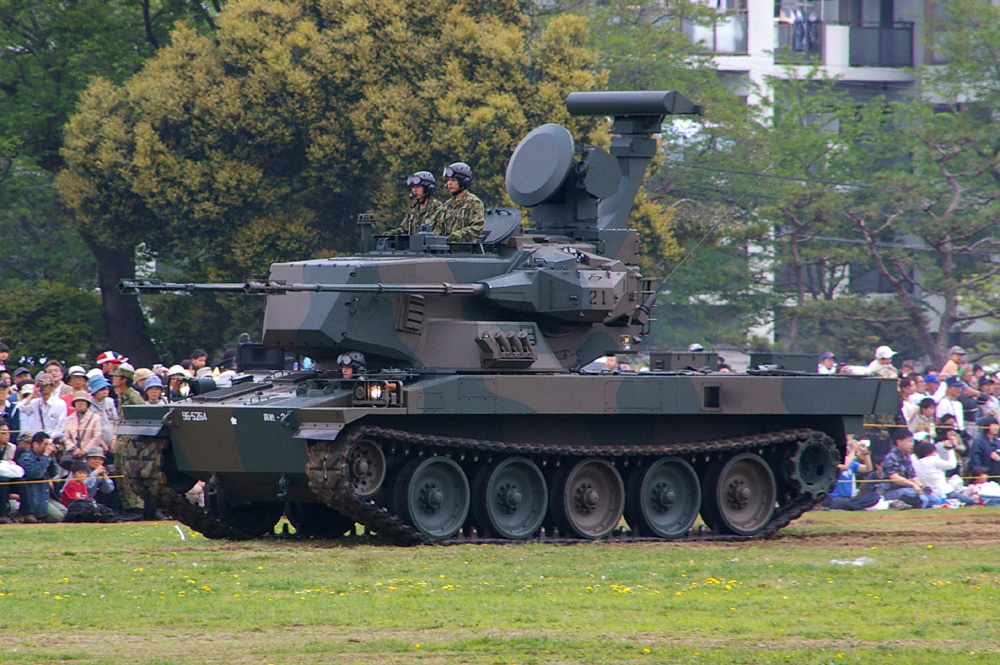
Typ 87

| Typ                 | Herkunft           | Funktion                | Version            | Anzahl             | Anmerkungen         |
| Panzerabwehrwaffen  | Panzerabwehrwaffen | Panzerabwehrwaffen      | Panzerabwehrwaffen | Panzerabwehrwaffen | Panzerabwehrwaffen  |
| ------------------- | ------------------ | ----------------------- | ------------------ | ------------------ | ------------------- |
| Typ 96 MPMS         | Japan              | Panzerabwehrfahrzeug    |                    | 37                 |                     |
| Typ 01 LMAT         | Japan              | Panzerabwehrlenkwaffe   |                    |                    |                     |
| Typ 79 Jyu-MAT      | Japan              | Panzerabwehrlenkwaffe   |                    |                    |                     |
| Typ 87 Chu-MAT      | Japan              | Panzerabwehrlenkwaffe   |                    |                    |                     |
| FFV Carl Gustaf     | Schweden           | Rückstoßfreies Geschütz |                    |                    |                     |
| Flugabwehrwaffen    |                    |                         |                    |                    |                     |
| Typ 03 Chū-SAM      | Japan              | Flugabwehrraketensystem | Chu-SAMChu-SAM Kai | 4112               | Mittlere Reichweite |
| MIM-23 HAWK         | Vereinigte Staaten | Flugabwehrraketensystem | I-Hawk             | 66                 | Mittlere Reichweite |
| Typ 11 Tan-SAM      | Japan              | Flugabwehrraketensystem |                    | ~44                | Kurze Reichweite    |
| Typ 81 Tan-SAM      | Japan              | Flugabwehrraketensystem |                    | 46                 |                     |
| Typ 93 Closed Arrow | Japan              | Flugabwehrraketensystem |                    | 91                 |                     |
| Typ 91 Hand Arrow   | Japan              | MANPADS                 |                    |                    |                     |
| Typ 87              | Japan              | Flakpanzer              |                    | 52                 |                     |

### Sonstiges
- Hitachi Type 73, 1974[5]
- Mitsubishi Type 73 Light Truck
- Toyota Type 73 Medium Truck
- Isuzu Type 73 Heavy Truck
- Toyota High Mobility Vehicle

### Handfeuerwaffen

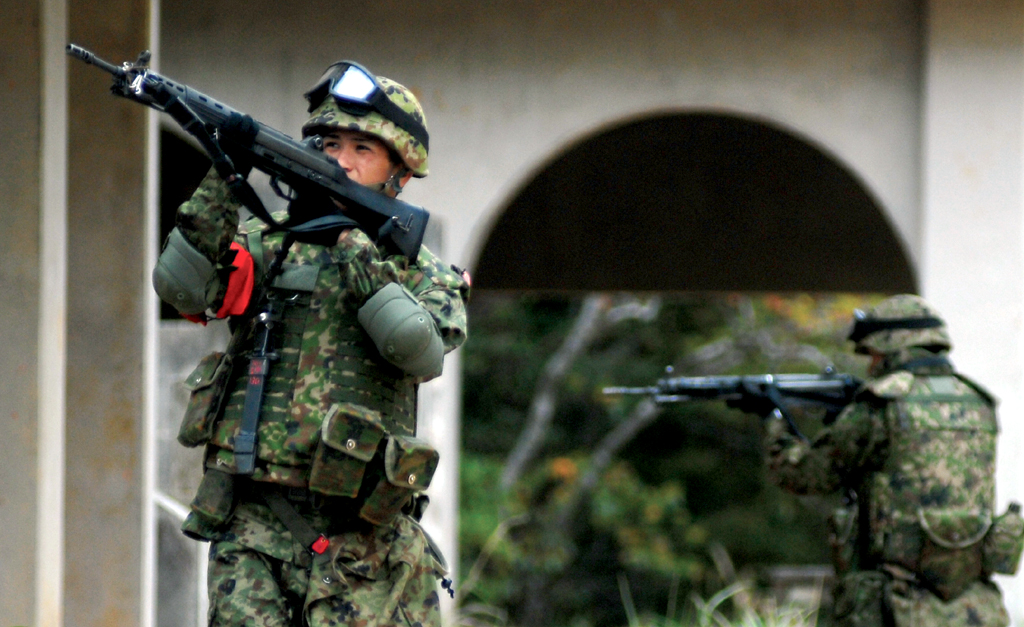
JGSDF mit Howa Typ 89 beim Häuserkampftraining

- Howa Typ 20
- Howa Typ 89
- Howa Typ 64
- Minebea PM-9
- Sumitomo MINIMI
- Sumitomo M2
- Howa Typ 96
- M4 (nur ausgewählte Einheiten)
- M16 (nur ausgewählte Einheiten)
- Sumitomo NTK-62
- SCK/Minebea 9-mm-Pistole
- M24
- Howa 84RR
- Nissan/IHI Aerospace 110 mm LAM
- M203

### Luftfahrzeuge
Stand: Ende 2024
| Luftfahrzeuge            | Bild         | Herkunft                 | Verwendung                           | Version       | Aktiv     | Bestellt  | Anmerkungen                                       |
| Flugzeuge                | Flugzeuge    | Flugzeuge                | Flugzeuge                            | Flugzeuge     | Flugzeuge | Flugzeuge | Flugzeuge                                         |
| ------------------------ | ------------ | ------------------------ | ------------------------------------ | ------------- | --------- | --------- | ------------------------------------------------- |
| Beechcraft King Air      | Beispielbild | Vereinigte Staaten       | Transportflugzeug                    | King Air 350  | 8         |           |                                                   |
| Hubschrauber             |              |                          |                                      |               |           |           |                                                   |
| Bell AH-1                |              | Vereinigte Staaten Japan | Kampfhubschrauber                    | AH-1S         | 71        |           | Von Fuji in Lizenz produziert                     |
| Boeing AH-64             |              | Vereinigte Staaten Japan | Kampfhubschrauber                    | AH-64DJP      | 12        |           | Von Fuji in Lizenz produziert                     |
| Kawasaki OH-1            |              | Japan                    | Aufklärungshubschrauber              |               | 36        |           |                                                   |
| Boeing-Vertol CH-47      |              | Vereinigte Staaten Japan | Mittelschwerer Transporthubschrauber | CH-47JCH-47JA | 66        |           | Von Kawasaki in Lizenz produziert                 |
| V-22 Osprey              |              | Vereinigte Staaten       | VTOL-Transporter                     | MV-22         | 17        |           |                                                   |
| Sikorsky UH-60           |              | Vereinigte Staaten Japan | Transporthubschrauber                | UH-60JAS-70   | 39        |           | Von Mitsubishi in Lizenz produziert               |
| Bell UH-1                |              | Vereinigte Staaten       | Transporthubschrauber                | UH-1J         | 126       |           | Wird durch den UH-2 ersetzt                       |
| Subaru-Bell 412 EPX      |              | Japan Vereinigte Staaten | Mehrzweckhubschrauber                | UH-2          | 10        | 17        | Ersetzt den UH-1, insgesamt 150 Maschinen geplant |
| Enstrom 480              | Beispielbild | Vereinigte Staaten       | Schulungshubschrauber                |               | 30        |           |                                                   |
| Unbemannte Luftfahrzeuge |              |                          |                                      |               |           |           |                                                   |
| Boeing ScanEagle         |              | Vereinigte Staaten       | Aufklärungsdrohne                    |               |           |           | [ 7 ]                                             |
| Yamaha RMAX              |              | Japan                    | Aufklärungsdrohne                    |               |           |           | [ 8 ]                                             |